# Armigeres subalbatus
Armigeres subalbatus är en tvåvingeart som först beskrevs av Daniel William Coquillett 1898.  Armigeres subalbatus ingår i släktet Armigeres och familjen stickmyggor. Inga underarter finns listade i Catalogue of Life.